# Lepiej późno niż wcale
Lepiej późno niż wcale – polski program telewizyjny typu reality show emitowany od 14 września do 19 października 2018 na antenie telewizji Polsat, oparty na południowokoreańskim formacie Grandpas Over Flowers, emitowanym na antenie tvN.
Program był produkowany przez japońską firmę Tofu Media (współzałożoną przez polskiego youtubera Krzysztofa Gonciarza) we współpracy z Golden Media Polska.

## Uczestnicy
| Koordynator | Uczestnicy            | Podróż                                                                  |
| ----------- | --------------------- | ----------------------------------------------------------------------- |
| Rafał Masny | Krzysztof Hanke       | odc. 1–3 – Japonia odc. 3 i 4 – Korea Południowa odc. 5 i 6 – Indonezja |
| Rafał Masny | Władysław Kozakiewicz | odc. 1–3 – Japonia odc. 3 i 4 – Korea Południowa odc. 5 i 6 – Indonezja |
| Rafał Masny | Karol Strasburger     | odc. 1–3 – Japonia odc. 3 i 4 – Korea Południowa odc. 5 i 6 – Indonezja |
| Rafał Masny | Piotr Polk            | odc. 1–3 – Japonia odc. 3 i 4 – Korea Południowa odc. 5 i 6 – Indonezja |

## Spis serii
| Seria | Sezon       | Odcinki | Premiera         | Finał                | Pora emisji  | Średnia oglądalność |
| ----- | ----------- | ------- | ---------------- | -------------------- | ------------ | ------------------- |
| 1.    | jesień 2018 | 1–6 (6) | 14 września 2018 | 19 października 2018 | piątek 21.35 | 1 083 885           |